# メヒティルト・フォン・ナッサウ
メヒティルト・フォン・ナッサウ（ドイツ語：Mechthild von Nassau, 1280年以前 - 1323年6月19日）は、上バイエルン公・ライン宮中伯ルドルフ1世の妃。

## 生涯
メヒティルトはローマ王アドルフとイマーギナ・フォン・イーゼンブルク＝リンブルクの間に生まれた。両親の間には少なくとも8子が生まれたが、メヒティルトと4人のきょうだいのみが成人した。
夫ルドルフ1世は1294年に父の跡を継ぎ、義父アドルフを支持し、叔父であるハプスブルク家のアルブレヒト1世と対立した。アドルフの死後、ルドルフ1世はアルブレヒト1世に従ったが、新王の強力な王朝政策が新たな争いを引き起こした。ルドルフの母マティルデ・フォン・ハプスブルクは、息子ルドルフともう一人の息子で、後に神聖ローマ皇帝となるルートヴィヒ4世の摂政を務めた。バイエルン分割に関する新たな対立に起因するルートヴィヒ4世との内戦は1313年に終結し、ミュンヘンで和平が結ばれた。ルドルフは1319年にイングランドで死去した。
神聖ローマ皇帝ルートヴィヒ4世は武力でプファルツを占領した。1322年8月、戦争はついに終結したが、1323年6月にメヒティルトが亡くなり、ようやくメヒティルトの3人の息子たちは叔父ルートヴィヒ4世と和解することができた。ルートヴィヒ4世の息子たちはバイエルンを相続し、ルドルフとメヒティルトの息子たちはパヴィア条約（1329年）にもとづいて上プファルツ領とプファルツ領を相続した。
メヒティルトは1323年6月19日にハイデルベルクで死去し、クラレンタール修道院に埋葬された。

## 結婚と子女
1294年9月1日にニュルンベルクにおいて上バイエルン公・ライン宮中伯ルドルフ1世と結婚した。イーゼンブルク＝リンブルク伯ヨハン1世が最終的に合意をとりつけた。この結婚で以下の子女が生まれた。
- ルートヴィヒ（1297年 - 1311年）
- アドルフ（1300年 - 1327年）[2] - ライン宮中伯
- ルドルフ2世（1306年 - 1353年） - ライン宮中伯
- ループレヒト1世（1309年 - 1390年） - ライン宮中伯、のちプファルツ選帝侯
- マティルデ（1312年 - 1375年11月25日） - 1330/1年にシュポンハイム伯ヨハン3世と結婚
- アンナ（1318年 - 1319年）